# آندرتیل
آندِرتِیل (به انگلیسی: Undertale) یک بازی ویدیویی در سبک نقش‌آفرینی است که توسط توسعه دهندهٔ بازی مستقل آمریکایی، توبی فاکس ساخته شده‌است. بازیکن بچه‌ای را که درون زیرزمین (منطقه ای بزرگ و خلوت در زیر سطح زمین، که توسط یک سد جادویی از زمین جدا شده‌است) سقوط کرده‌است کنترل می‌کند. بازیکن هیولاهای مختلفی را در طول سفر برگشت به سطح زمین ملاقات می‌کند. برخی از هیولاها ممکن است بازیکن را گرفتار جنگ کنند. سیستم مبارزه شامل حرکت بازیکن در میان حملات مینی-بولت هل توسط حریف است. بازیکن می‌تواند برای اینکه هیولاها را به جای کشتن، ببخشد، انتخاب کند که هیولاها را به صلح دعوت کند یا رام کند. این انتخاب‌ها بر دیالوگ‌ها و شخصیت‌ها تأثیر می‌گذارد و بر اساس نتایج، داستان را تغییر می‌دهد.
فاکس کلیت بازی، از جمله موسیقی و اسکریپت را به صورت مستقل توسعه داد. هنر اضافی توسط دیگر هنرمندها و در درجهٔ اول تمی چنگ ساخته شد. این بازی از آثار بسیاری از جمله مجموعه بازی‌های مادر، مجموعه بازی‌های نقش آفرینی ماریو و لوئیجی، مجموعه بازی‌های بولت هل توهو پراجکت، و سریال کمدی بریتانیایی مستر بین الهام گرفته‌است. در اصل، آندرتیل قرار بود دو ساعت طول بکشد و اواسط سال ۲۰۱۴ منتشر شود. با این حال، توسعهٔ بازی، سه سال به تأخیر افتاد.
بازی برای مایکروسافت ویندوز و مک‌اواس در سپتامبر ۲۰۱۵ منتشر شد. همچنین در ژوئیهٔ ۲۰۱۶ به لینوکس منتقل شد، پلی‌استیشن ۴ و پلی‌استیشن ویتا در اوت ۲۰۱۷، و نینتندو سوئیچ در سپتامبر ۲۰۱۸. بازی برای عناصر موضوعی، سیستم نبرد بصری، موسیقی، اصالت، داستان، دیالوگ‌ها و شخصیت‌های خود مورد تحسین قرار گرفت.

## گیم‌پلی
آندرتیل یک بازی نقش‌آفرینی است که از یک چشم‌انداز بالا-پایین استفاده می‌کند. در بازی بازیکن کنترل کودکی را برعهده دارد و اهدافی‌را برای پیش‌روی در داستان تکمیل می‌کند. بازیکنان یک دنیای زیرزمینی پر از شهرها و غارها را کشف می‌کنند و باید معماهای متعددی را در سفر خود حل نمایند. دنیای زیرزمینی خانه هیولاها است، بسیاری از آنها بازیکن را در جنگ به چالش می‌کشند؛ بازیکنان می‌توانند تصمیم بگیرند که یا آنها را بکشند، فرار کنند و یا با آنها دوست شوند. انتخاب‌های بازیکن به‌طور اساسی در طرح و روند کلی بازی تأثیر می‌گذارد، و اخلاق بازیکن به عنوان سنگ بنای توسعه بازی عمل می‌کند.
زمانی که بازیکنان در رویدادهای کتبی یا برخوردهای تصادفی با دشمن مواجه می‌شوند، آنها وارد حالت نبرد می‌شوند. در طول نبردها، بازیکنان یک قلب کوچک را کنترل می‌کنند که نشان می‌دهد روح آنها است، و باید از حملات برافروخته توسط هیولای مخالف مانند تیرانداز جهنمی گلوله ای جلوگیری کند. با پیشرفت بازی، عناصر جدیدی معرفی می‌شوند، مانند موانع‌های رنگی، و نبردهای غول که که نحوه کنترل قلب توسط بازیکنان را تغییر می‌دهد. بازیکنان ممکن است حمله به دشمن را انتخاب کنند، که شامل فشار دکمه زمان دار است. کشتن دشمنان باعث می‌شود بازیکن ای‌ایکس‌پی و طلا کسب کند. آنها می‌توانند از گزینه ACT برای بررسی ویژگی‌های حمله و دفاع دشمن و همچنین اقدامات مختلف دیگر آن که بسته به دشمن متفاوت است، استفاده کنند. اگر بازیکن از اقدامات صحیح برای پاسخگویی به دشمن استفاده کند، یا تا زمانی که اچ‌پی کم داشته باشند به آنها حمله کند (اما هنوز زنده باشد)، می‌تواند انتخاب کند که به آنها رحم کند و بدون کشتن آنها به جنگ پایان دهد. برای اینکه برخی از رویارویی‌ها با غول‌های بازی به‌طور مسالمت آمیز انجام شود، بازیکن باید تا زمانی که شخصیتی که با آن روبه‌رو هستند گفت‌وگوی خود را به پایان برساند زنده بماند. بازی دارای چندین شاخه داستان و پایان‌هایی است که بستگی به این دارد که آیا بازیکنان انتخاب می‌کنند تا دشمنان خود را بکشند یا به آن‌ها رحم کنند؛ و به همین ترتیب، به پایان رساندن بازی بدون کشتن حتی یک دشمن امکان‌پذیر است.
هیولاها در طول نبرد با بازیکن صحبت خواهند کرد، و بازی به بازیکنان می‌گوید احساسات و اعمال هیولا چیست. حملات دشمن بر اساس نحوه تعامل بازیکنان با آنها تغییر می‌کند: اگر بازیکنان گزینه‌های غیر خشونت‌آمیز را انتخاب کنند، حملات دشمن آسان می‌شوند؛ در حالی که اگر بازیکنان گزینه‌های خشونت‌آمیز را انتخاب کنند، دشوار می‌شوند. بازی بر تعدادی از عناصر متافیکشنال، هم در گیم‌پلی و هم در داستان خود تکیه دارد. هنگامی که بازیکنان در دومین بازی، در نبرد با غول شرکت می‌کنند، بسته به اقدامات انجام شده در بازی‌های قبلی، گفت‌وگو تغییر می‌کند.